# Crushfetisjisme
Crushfetisjisme (crush fetish) is een fetish waarin een persoon seksueel opgewonden raakt wanneer iemand voorwerpen, voedsel of kleine dieren (vaak insecten) verplettert onder zijn voeten. Vertrappingen worden uitgevoerd op blote voeten, hoge hakken, slippers of sokken en sandalen. Wanneer dieren verpletterd worden kan men dit tevens zien als een sadistische vorm van bestialiteit.
De term soft crush verwijst naar de meer voorkomende fetish waarbij levenloze objecten (zoals voedsel) of kleine ongewervelde dieren (bijv. insecten, slakken, wormen, spinnen) worden verpletterd, terwijl de term hard crush verwijst naar video's met grotere gewervelde dieren (bijvoorbeeld reptielen, vogels, zoogdieren). De meeste zachte crush fetisjisten verwerpen de harde crush vanwege dierenmishandeling.
Er is geen wetgeving die het vertrappen van objecten en insecten verbiedt, maar de productie of handel van crushfilms met levende gewervelde dieren wordt veroordeeld door dierenactivisten en is illegaal in vele landen, waaronder de Verenigde Staten en Groot-Brittannië. In de Verenigde Staten zijn handel in hard crush video's illegaal sinds 2010 door de Crush Video Prohibition Act, en in vele andere landen ook verboden.